# Kerekfenyő
Kerekfenyő (románul: Platonești) falu Romániában, Hargita megyében.

## Története
Salamás része. 1956-ig adatai a községéhez voltak számítva. A trianoni békeszerződés előtt Csík vármegye Gyergyószentmiklósi járásához tartozott.

## Népessége
511 lakosa volt, ebből 511 román.

## Vallások
Lakói közül 493-an ortodoxok és 11-en baptisták.